# Antikmuseet

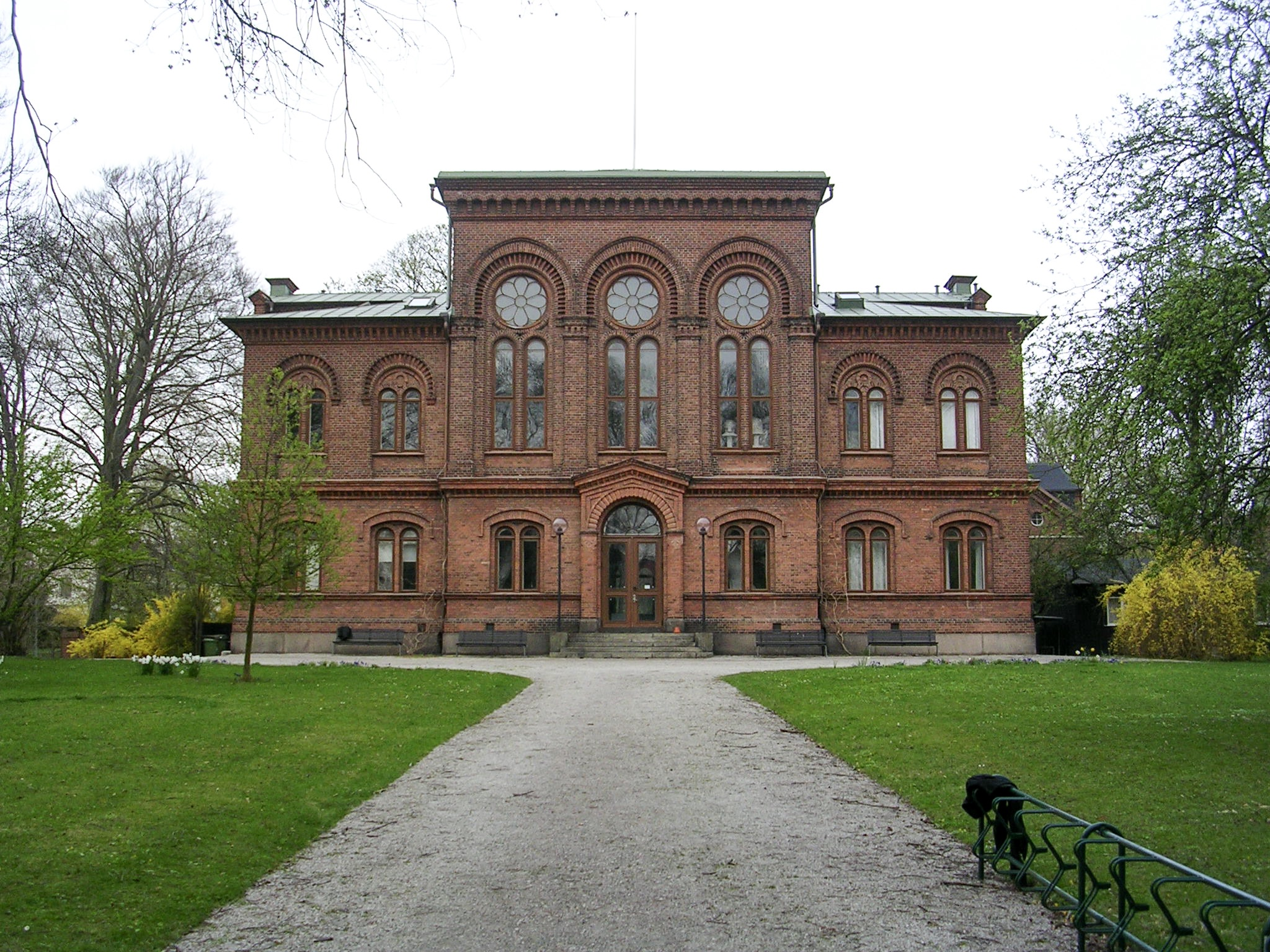
Antikmuseet.

Antikmuseet var ett museum i Lund som drevs av Lunds universitet. I samlingarna ingick ett antal gipsavgjutningar av antika statyer, men även ett stort antal originalföremål, inte minst keramik.
Museet var från 1951 beläget i Klassiska institutionens byggnad på Sölvegatan 2 (Classicum, tidigare Fysicum). En grund till det som skulle bli Antikmuseets samlingar hade lagts av Martin P:son Nilsson.
Museet var under flera år nedläggningshotat. Från år 2001 slutade universitetet betala museets hyra och museet blev beroende av privata donatorer. En stödförening, Föreningen Antikmuseets Vänner, bildades år 2000 för att rädda museet. År 2004 skänkte Birgit Rausing en årshyra. År 2007 stängdes dock museet. Från år 2008 tas samlingarna över av Lunds universitets historiska museum. En del ställdes ut i Historiska museets nya antiksal. Vissa av de större avgjutningarna kunde inte flyttas, utan blev kvar i den gamla byggnaden. Övriga delar magasinerades. De gamla lokalerna på Sölvegatan 2 togs över av det nybildade Pufendorfinstitutet.

## Källhänvisningar
1. ↑  Nilsson, Nils Martin Persson, Svenskt biografiskt lexikon
2. ↑  ”Rausing ger hel årshyra till Antikmuseet”. Sydsvenskan. 26 april 2004. Arkiverad från originalet den 16 maj 2016. https://web.archive.org/web/20160516113712/http://www-prod.sydsvenskan.se/lund/rausing-ger-hel-arshyra-till-antikmuseet/.
3. ↑  Kulturportal Lund